# Gornergrat
De Gornergrat (Italiaans: Cervino; Frans: Cervin) is een bergkam in de Walliser Alpen, in  Zwitserland (Wallis), in de nabijheid van de Matterhorn, drie kilometer ten oosten van Zermatt. De top bevindt zich op 3.135 m ü.M..
De Gornergrat bevindt zich tussen de Gornergletsjer en de Findelgletsjer en biedt een zicht op meer dan 20  vierduizenders, waaronder de Monte Rosa, de Matterhorn en de Lyskamm.
Station Gornergrat op de Gornergrat is het eindstation van de in 1898 geopende Gornergratbahn, die vanaf Zermatt via Riffelalp en Riffelberg gaat en daarbij een hoogteverschil van bijna 1.500 meter doormaakt. Bij het eindstation op 3098 meter bevindt zich op de zuidwestelijke top een berghotel, het Kulmhotel, het hoogste hotel van Zwitserland waarvan de bouwperiode van 1897 tot 1907 liep. In de jaren 60 werden er op het hotel ook twee wetenschappelijke observatoria aangebouwd. In deze observatoria van het Hochalpine Forschungsstation Jungfraujoch und Gornergrat was in de noordelijke koepel tot 2005 een 1,5 meter infraroodtelescoop in gebruik, van 1985 tot midden 2010 in de zuidelijke koepel een radiotelescoop met een paraboolreflector van 3 meter diameter, gebouwd en beheerd door KOSMA van de Universität zu Köln. Op de locatie heeft de Universität Bern een onderzoekscontainer opgesteld voor de meting van zonneneutronen, als Europees ijkingspunt van een wereldwijd netwerk van dergelijke neutrondetectormeetstations.
Aan Gornergrat is eveneens een skigebied gelegen dat met een gondelbaan is gekoppeld aan het skigebied van de Kleine Matterhorn. 
Van 1958 tot 2007 was er op de Gornergrat ook een kabelbaan die de Gornergrat over de Hohtälli met de Zermatter Stockhorn verbond, maar deze werd na het aflopen van de uitbatingsvergunning niet meer vernieuwd en in 2008 afgebroken.

## Galerij

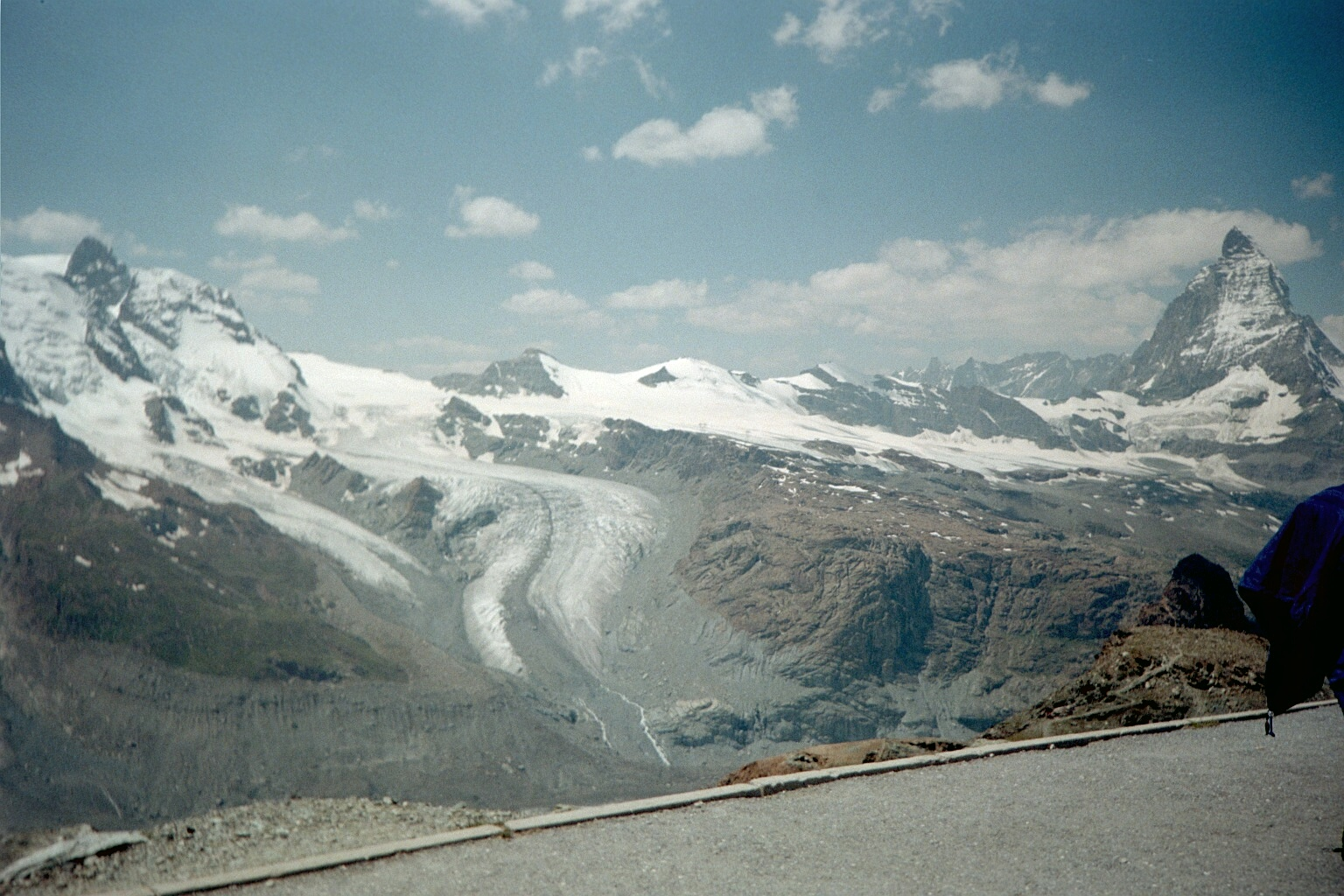
Gezicht vanaf de Gornergrat op de Theodulgletscher
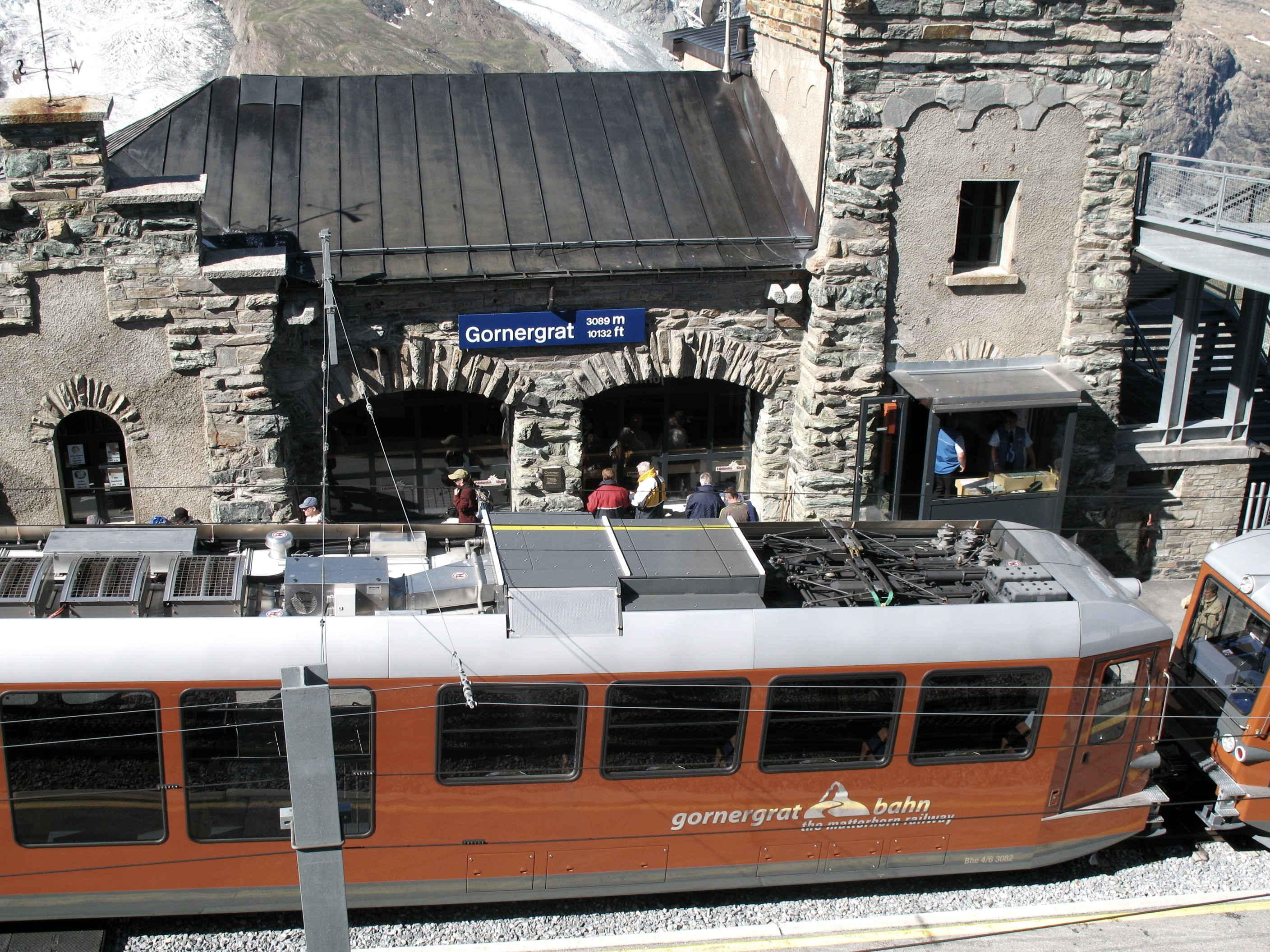
Station Gornergrat
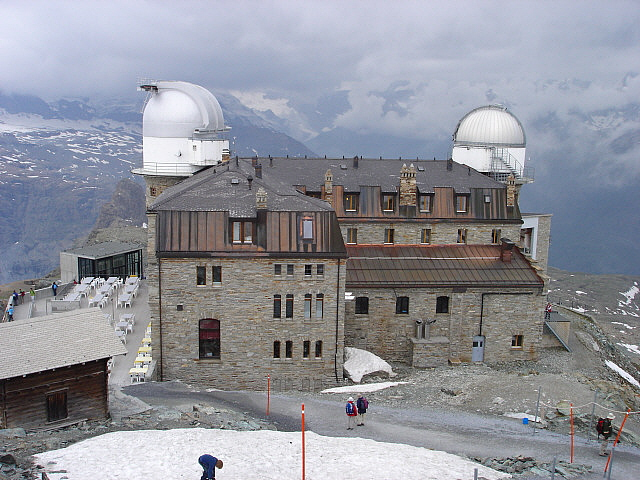
Berghotel met observatorium

## Weblinks
- Offizielle Website der Gornergrat-Bahn
- Hochalpine Forschungsstation auf dem Gornergrat (englisch)
- Interaktives Bergpanorama mit beschrifteten Gipfeln der umgebenden Viertausender